# Гарибян, Давид Левонович
Давид Гарибян (арм. Դավիթ Ղարիբյան; 29 мая 1990, Ереван) — армянский режиссёр, актёр, модель и ведущий.

## Биография
Родился в 1990 году, 29 мая, в Ереване. В 2007 году окончил среднюю школу N 2 им. Х. Абовяна и в том же году поступил в Государственный инженерный университет Армении.
В июне 2011 г. получил степень бакалавра-инженера по специальности «Прикладная механика». Параллельно с основным профессиональным образованием в 2008 г. посещал гуманитарные и экономико-управленческие курсы ГИУА по специальности «Финанасы и кредит», учебную программу по которым успешно завершил в 2010 году.
В 2011 году он продолжил учебу на факультете культуры Армянского Государственного педагогического университета им. Х. Абовяна, окончив который, в мае 2013 года получил степень магистра по специальности «Режиссура массовых торжеств». Тема дипломной работы — «Национальные костюмы в массовых театрализованных празденств».
С 3 сентября 2013 г. оформлен соискателем в институте искусства НАН РА по специальности «Изобразительное искусство, декоративное и прикладное искусство, дизайн».

## Карьера
Участвовал в телевизионных шоу-программах, снимался в музыкальных клипах и телесериалах, а также вел ряд благотворительных концертов, в частности, в концертном зале им. Арно Бабаджаняна и на театральной сцене театра им. А. Пароняна.
В декабре 2009 г. принял участие в конкурс-фестивале: «Лучшая модель XXII Мира», прошедшем в Софии. В 2011 г. в Испании участвовал в ежегодном международном конкурсе-фестивале моделей и дизайнеров «International Best Male and Female Model World» и «Costa Blanca Fashion Week» ("Лучшая мужская и женская модель Мира и «Неделя моды Коста Бланка».), представляя Армению. Выступал также в странах СНГ, являясь координатором этого фестиваля.
В настоящее время работает в Национальном академическом театре оперы и балета им. А. Спендиарова как актер.
В 2016 от году был приглашен в Румынию на международный конкурс Top International Model of the World по проведению мастер- класса по ходьбе моделей по подиуму catwalk, а так же являлся знатоком технических навыков и о технике представления национальных костюмов в процессе фотосессий. В 2014 ом году был признан победителем Mister Fashion Beauty Universal где участвпвали модели из 111-ты стран мира.

## Телевидение
| Телекомпания | Сериал                                | Год  | Страна         |
| ------------ | ------------------------------------- | ---- | -------------- |
| USArmenia TV | «Тяжелая жизнь» «Դժվար ապրուստ»       | 2012 | Ереван Армения |
| Армения 1    | «Генеральская дочь» «Գեներալի աղջիկը» | 2013 | Ереван Армения |

## Модельные конкурс-фестивали
| Конкурси                        | Год  | Страна     | Представленная страна | Титул                 |
| ------------------------------- | ---- | ---------- | --------------------- | --------------------- |
| Best Model of the Wolrd         | 2009 | Болгария   | Украина               | Лучшая модель Украины |
| International Best Model World  | 2011 | Испания    | Армения               | TOP 5 Финалист        |
| Mister Fashion Beauty Universal | 2014 | Португалия | Армения               | Победитель            |

## Показы
| Показ                                            | Год  | Страна                          |
| ------------------------------------------------ | ---- | ------------------------------- |
| Andrews Fashion Swim International Black Orchid  | 2009 | София Болгария                  |
| Показ одежды ряда известных испанских дизайнеров | 2011 | Бенидорм и Коста Бланка Испания |
| New Yorker                                       | 2013 | Ереван Армения                  |

## Театр[14]
| Опера             | Роль       | Год  | Страна          |
| ----------------- | ---------- | ---- | --------------- |
| Аршак II (опера)  | Посол      | 2013 | Ереван, Армения |
| Аида              | Гвардеец   | 2014 | Ереван, Армения |
| Аршак II (опера)  | Посол      | 2014 | Ереван, Армения |
| Алеко             | Цыган      | 2014 | Ереван, Армения |
| Анушь             | Крестьянин | 2014 | Ереван, Армения |
| Ромео и Джульетта | Стража     | 2014 | Ереван, Армения |
| Травиата          | Официант   | 2014 | Ереван, Армения |
| Спартак           | Спартанцы  | 2014 | Ереван, Армения |
| Трубадур          | Стража     | 2014 | Ереван, Армения |

Участвовал также в торжествах «Эребуни-Ереван — 2012», сыграв роль принца Ассирии.